# Marie Goyette

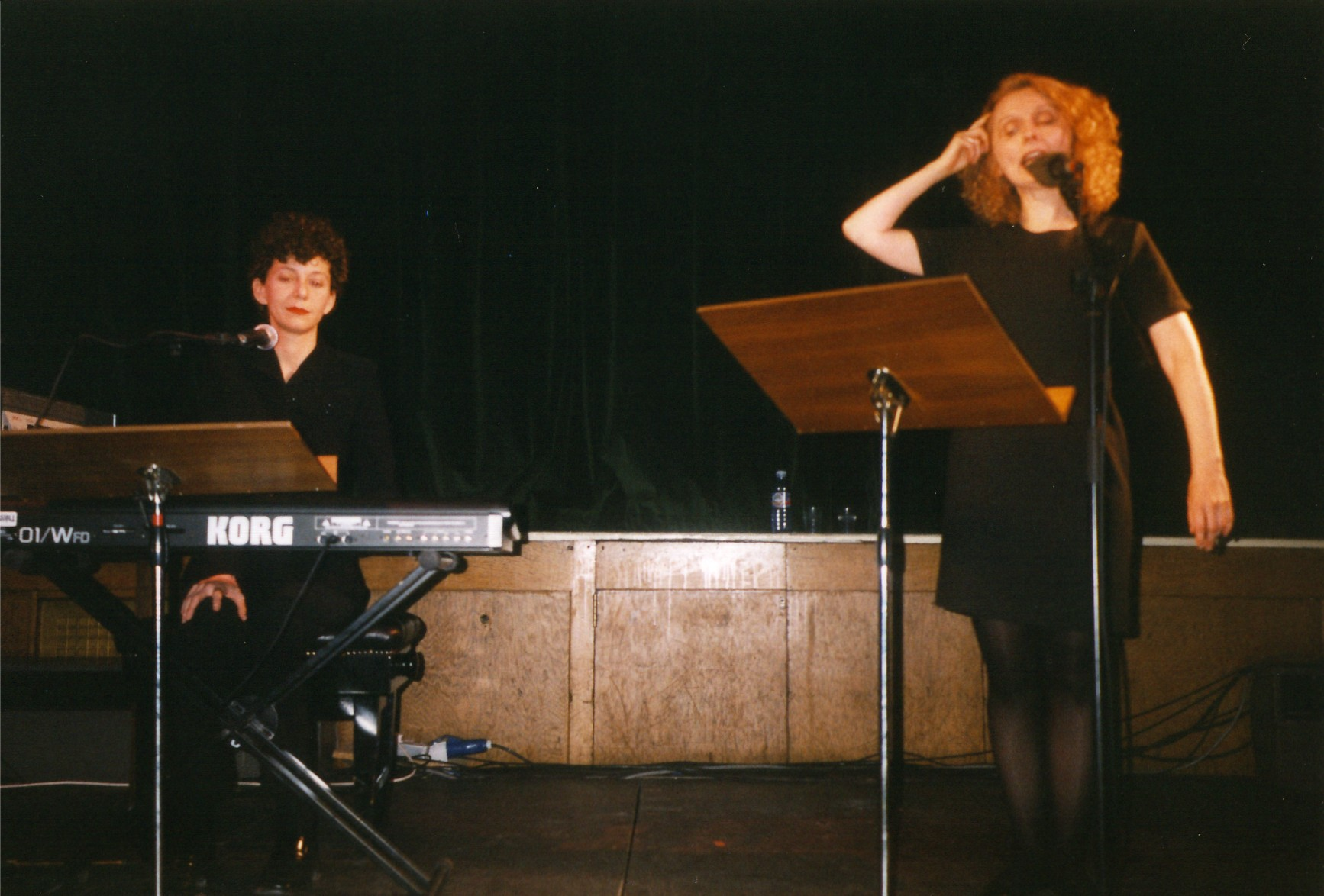
Marie Goyette (links) mit DagmarKrause (1997)

Marie Goyette (* 1959 in Montréal) ist eine kanadische Musikerin (Piano, Theremin, Akkordeon, Stimme), die sowohl im Bereich der Improvisationsmusik als auch als Schauspielerin und Hörspielmacherin tätig ist. Sie gilt als Spezialistin für human sampling.

## Wirken
Goyette studierte klassisches Piano und Gesang an der McGill University und dann in London bei Albert Ferber und Radu Lupu. 1989 zog sie nach Berlin und verlagerte ihre künstlerische Arbeit von der Rolle der klassischen Musikinterpretin in die Bereiche Performance und Radiokunst. Aufenthalte am ST.E.I.M. in Amsterdam und am Zentrum für Kunst und Medien Berlin führten zu Kompetenzen im Sampling und personal electronics. Sie arbeitete mit Künstlern wie Joan Jonas, Christian Boltanski und Gerhard Bohner; sie realisierte Hörspiele mit Laetitia Sonami und Frieder Butzmann („Manananggal“, „Transatlantique“, „Sugar Is not a Vegetable“), die von SFB 3, New American Radio, Radio Canada und der BBC gesendet wurden. Chris Cutler holte sie 1995 in seine Band P53 mit Otomo Yoshihide, Lutz Glandien und Zygmunt Krauze, in der sie klassische Musik auf dem Klavier improvisierte. Mit der Sängerin Dagmar Krause nahm Goyette 1998 das Album A Scientific Dream and a French Kiss auf; auch arbeitete sie mit Mike Patton. Im Bereich des Musiktheaters trat sie weltweit als Pianistin und Schauspielerin in den Produktionen Die Wiederholung (1995) und Hashirigaki (2000) von Heiner Goebbels auf, wo sie gemeinsam mit Goebbels und den anderen Darstellerinnen „in einem gemeinsamen Arbeitsprozess eines der faszinierendsten Musiktheaterwerke des 20. Jahrhunderts“ entwickelte. Als Vokalistin ist sie auf Antje Vowinckels CD Call Me Yesterday zu hören.
In den letzten Jahren arbeitete sie wiederholt mit dem Regisseur David Marton in Theater-Produktionen wie „The Fairy Queen“, „Der Feurige Engel“ oder „Don Giovanni. Keine Pause“. Sie ist auch als Schauspielerin im Filmbereich aufgetreten.